# Aéroport international de Đà Nẵng
Pour les articles homonymes, voir DAD.
L'aéroport de Đà Nẵng (code IATA : DAD • code OACI : VVDN) est situé dans la ville de Đà Nẵng au centre du Viêt Nam. C'est le troisième aéroport international dans le pays, derrière l'Aéroport international de Tân Sơn Nhất et Aéroport international de Nội Bài. C'est un point de passage important pour accéder au centre du Viêt Nam.
En nombre de passagers, il se situe au troisième rang vietnamien (1 000 000 voyageurs) derrière l'aéroport Tân Sơn Nhất (7 millions voyageurs) et l'aéroport de Nội Bài (3,5 millions de voyageurs) en 2005.
Il comprend deux pistes en béton de 3 048 mètres.
En plus de son aviation civile, les pistes sont utilisées par l'armée de l'air populaire du Viêt Nam (Không Quân Nhân Dân Việt Nam). Pendant la guerre du Viêt Nam, la base aérienne de Da Nang était utilisée par l'armée de l'air des États-Unis (US Air Force) et de l'Armée de l'Air vietnamienne (VNAF).

## Situation

### Carte des aéroports du Viêtnam
| Vân Đồn (2018) Thọ Xuân Chu Lai Liên Khuong Đà Nẵng Hải Phòng Cat Bi Hanoï Saïgon Nha Trang Phú Quốc Vinh Buôn Ma Thuôt Cà Mau Côn Đảo Đồng Hới Pleiku Phù Cát Phú Bài Rach Gia Nà Sản Đông Tác Vũng Tàu Cần Thơ Diên Biên Phu Quảng Trị |

## Statistiques
Le graphique qui aurait dû être présenté ici ne peut pas être affiché car il utilise l'ancienne extension Graph, désactivée pour des questions de sécurité. Des indications pour créer un nouveau graphique avec la nouvelle extension Chart sont disponibles ici.

Voir la requête brute et les sources sur Wikidata.

## Compagnies aériennes et destinations

### Passagers
| Compagnies               | Destinations |
| ------------------------ | --- |
| AirAsia                  | Kuala Lumpur Bangkok-Don Muang |
| Air Busan                | Pusan-Gimhae, Daegu |
| Air Macau                | Macao |
| Asiana Airlines          | Pusan-Gimhae, Séoul-Incheon Charter: Cheongju |
| Bamboo Airways           | Hanoï-Nội Bài |
| Bangkok Airways          | Bangkok-Suvarnabhumi |
| Beijing Capital Airlines | Sanya-Phénix |
| Cambodia Angkor Air      | Siem Reap-Angkor |
| Cathay Dragon            | Hong Kong |
| China Eastern Airlines   | Pékin-Capitale, Dalian-Zhoushuizi, Nanning, Zhengzhou En saison charter: Chengdu-Shuangliu, Wuxi/Suzhou |
| China Southern Airlines  | Beihai-Fucheng, Canton-Baiyun, Nanning |
| Eastar Jet               | Séoul-Incheon |
| Hainan Airlines          | Charter: Canton-Baiyun, Haikou, Shenzhen-Bao'an |
| HK Express               | Hong Kong |
| Jeju Air                 | Séoul-Incheon En saison : Daegu, Muan |
| Jetstar Asia Airways     | Singapour-Changi |
| Jetstar Pacific          | - Buôn Ma Thuôt, - Hải Phòng-Cat Bi, - Hanoï-Nội Bài, - Hô Chi Minh Ville (Tân Sơn Nhất), - Hong Kong, - Huai'an, - Kaohsiung, - Osaka-Kansai, - Pleiku, - Taïwan-Taoyuan Charter:Macao |
| Jin Air                  | Pusan-Gimhae, Séoul-Incheon |
| Korean Air               | Séoul-Incheon |
| Loong Air                | Charter: Hangzhou-Xiaoshan |
| Okay Airways             | En saison : Tianjin Binhai |
| Sichuan Airlines         | Canton-Baiyun, Sanya-Phénix |
| SilkAir                  | Siem Reap-Angkor, Singapour-Changi |
| Starlux Airlines         | Taïwan-Taoyuan |
| Thai AirAsia             | Bangkok-Don Muang |
| T'way Airlines           | Daegu, Séoul-Incheon, Pusan-Gimhae Charter: Muan |
| VASCO                    | Vinh |
| Vietjet Air              | Cần Thơ, Daegu , Hải Phòng-Cat Bi, Hanoï-Nội Bài, Hô Chi Minh Ville (Tân Sơn Nhất), Macao, Séoul-Incheon |
| Vietnam Airlines         | - Buôn Ma Thuôt, - Busan- Gimhae, - Chengdu-Shuangliu, - Đà Lạt-Liên Khuong, - Canton-Baiyun, - Hải Phòng-Cat Bi, - Hangzhou-Xiaoshan, - Hanoï-Nội Bài, - Hô Chi Minh Ville (Tân Sơn Nhất), - Jinan, - Lanzhou, - Nanchang-Changbei, - Cam Ranh, - Pleiku, - Séoul-Incheon, - Shijiazhuang, - Tokyo-Narita Charter: - Guiyang, - Ibaraki, - Lanzhou, - Shanghai-Pudong, - Taiyuan-Wusu, - [réf. nécessaire] Wuhan, - Xi'an-Xianyang, - Zhengzhou, - Zunyi (zh) |

Édité le 13/04/2018

#### Charter
| Compagnies                | Destinations             |
| ------------------------- | ------------------------ |
| China Southern Airlines   | Charter: Shenzhen        |
| Far Eastern Air Transport | Charter: Taipei–Taoyuan  |
| VietJet Air               | Charter: Séoul–Incheon   |
| Vietnam Airlines          | Charter: Shanghai–Pudong |

Note : au 4 janvier 2016

### Cargo
| Compagnies | Destinations |
| ---------- | ------------ |
| MASkargo   | Sydney       |

Note : au 4 janvier 2016